# Загряжское (Владимирская область)
Загряжское — деревня в Муромском районе Владимирской области России, входит в состав Ковардицкого сельского поселения. 

## География
Деревня расположена на берегу реки Илевна в 16 км на юг от центра поселения села Ковардицы и в 9 км на юг от Мурома.

## История
Деревня впервые упоминается в окладных книгах Рязанской епархии 1676 года в составе Панфиловского прихода, в ней был 21 двор крестьянский.
В конце XIX — начале XX века деревня входила в состав Карачаровской волости Муромского уезда, с 1926 года — в составе Муромской волости . В 1859 году в деревне числилось 42 двора, в 1905 году — 61 дворов, в 1926 году — 87 дворов.
С 1929 года деревня являлась центром Загряжского сельсовета Муромского района, с 1940 года — в составе Подболотского сельсовета, с 2005 года — в составе Ковардицкого сельского поселения. 

## Население
| 1859 | 1905 | 1926 | 2002 | 2010 | 2012 | 2021 |
| ---- | ---- | ---- | ---- | ---- | ---- | ---- |
| 322  | ↗348 | ↗433 | ↘126 | ↗152 | ↘140 | ↗170 |